# Ezkaton
Ezkaton – szósty minialbum polskiej grupy muzycznej Behemoth. Wydawnictwo ukazało się 11 listopada 2008 roku nakładem Metal Blade Records. Gościnnie w nagraniach wzięli udział Jiří "Big Boss" Walter oraz Igor "Golem" Hubík członkowie czeskiej formacji blackmetalowej Root. Płyta zadebiutowała na 26. miejscu listy Billboard Top Heatseekers w Stanach Zjednoczonych sprzedając się w nakładzie 1 600 egzemplarzy w ciągu tygodnia od dnia premiery.

## Lista utworów
Opracowano na podstawie materiału źródłowego.
| Nr | Tytuł utworu                         | Słowa               | Muzyka                    | Długość |
| -- | ------------------------------------ | ------------------- | ------------------------- | ------- |
| 1. | „Chant for Ezkaton 2000 e.v.”        | Krzysztof Azarewicz | Adam Darski               | 5:11    |
| 2. | „Qadosh”                             | Krzysztof Azarewicz | Adam Darski               | 4:58    |
| 3. | „Jama Pekel (cover Master’s Hammer)” | Storm               | Fibiger, Necrocock, Storm | 3:59    |
| 4. | „I’m Not Jesus (cover Ramones)”      | Richie Ramone       | Richie Ramone             | 2:41    |
| 5. | „From the Pagan Vastlands (live)”    | Tomasz Krajewski    | Adam Darski               | 3:01    |
| 6. | „Decade ov Therion (live)”           | Krzysztof Azarewicz | Adam Darski               | 2:56    |
| 7. | „Chant for Ezkaton 2000 e.v. (live)” | Krzysztof Azarewicz | Adam Darski               | 5:07    |
|    |                                      |                     |                           | 27:53   |

## Twórcy
Opracowano na podstawie materiału źródłowego.
| Zespół Behemoth w składzie - Adam "Nergal" Darski – wokal prowadzący, gitara elektryczna - Zbigniew "Inferno" Promiński – perkusja - Tomasz "Orion" Wróblewski – gitara basowa, wokal wspierający oraz - Patryk "Seth" Sztyber – gitara elektryczna, wokal wspierający Dodatkowi muzycy - Jiří "Big Boss" Walter – gościnnie wokal - Igor "Golem" Hubík – gościnnie wokal | Produkcja - Krzysztof Azarewicz – słowa - Arkadiusz Malczewski – inżynieria dźwięku - Bjorn Engelmann – mastering (marzec 2007, Cutting Room Studio, Szwecja) - Grzegorz Piwkowski – mastering (czerwiec 2008, High-End Audio, Polska) - Daniel Bergstrand – miksowanie (marzec 2007; czerwiec 2008, Dug Out Studio, Szwecja) - Kuba Mańkowski – inżynieria dźwięku (maj 2008, Soundsgreat Studio, Polska) - Tomasz "Graal" Danilowicz – oprawa graficzna, okładka |

## Wydania
| Rok  | Nr katalogowy              | Format                             | Wytwórnia           | Region            | Źródło |
| ---- | -------------------------- | ---------------------------------- | ------------------- | ----------------- | ------ |
| 2008 | MYSTCD 066                 | CD, EP, Ltd, Dig                   | Mystic Production   | Polska            | [ 5 ]  |
| 2008 | 3984-14698-2               | CD, EP                             | Metal Blade Records | Stany Zjednoczone | [ 5 ]  |
| 2008 | RR157                      | CD, EP, Dig                        | Regain Records      | Szwecja           | [ 5 ]  |
| 2008 | 3984-14698-2, 3984-14699-2 | CD, EP, Dig + 4x7", Pic + Box, Ltd | Metal Blade Records | Stany Zjednoczone | [ 5 ]  |